# Hadí pramen (Karlovy Vary)
Hadí pramen je patnáctý karlovarský minerální pramen. Nachází se na levém břehu řeky Teplé uprostřed lázeňské části Karlových Varů. Umístěn je v Sadové kolonádě ve Dvořákových sadech, jeho teplota je 30 °C a vydatnost 1,6 litrů/min. Je volně přístupný.

## Historie
V osmdesátých letech 20. století bylo v Karlových Varech přistoupeno k průzkumným vrtům, nejprve v okolí Vřídla a postupně i dalších minerálních pramenů. Při této příležitosti byl vrtem objeven zatím poslední (rok 2024) karlovarský minerální pramen, nazvaný Hadí. Svůj název získal podle užovek, které kdysi vyhledávaly zamokřená prostředí u vývěrů pramenů a žily v hojném počtu za kolonádami.
Jeho odběr byl umístěn do západního rondelu Sadové kolonády, kam byl přiveden při její rekonstrukci v roce 2001. Vývěr pramene ve tvaru hada je na vrcholu sloupu zdoben vázou s uchy tvořenými hady. Z hlediska jeho zpřístupnění veřejnosti je nejnovějším karlovarským pramenem, zpřístupněn byl 10. července 2004.

## Současný stav
Je považován za nejchutnější karlovarský pramen. Jeho vydatnost je 1,6 litrů/min., obsahuje méně minerálů než ostatní prameny, 3 g/litr, ale větší množství kysličníku uhličitého CO2 1 600 mg/litr. Svojí teplotou 30 °C se řadí mezi prameny chladnější.

## Fotogalerie

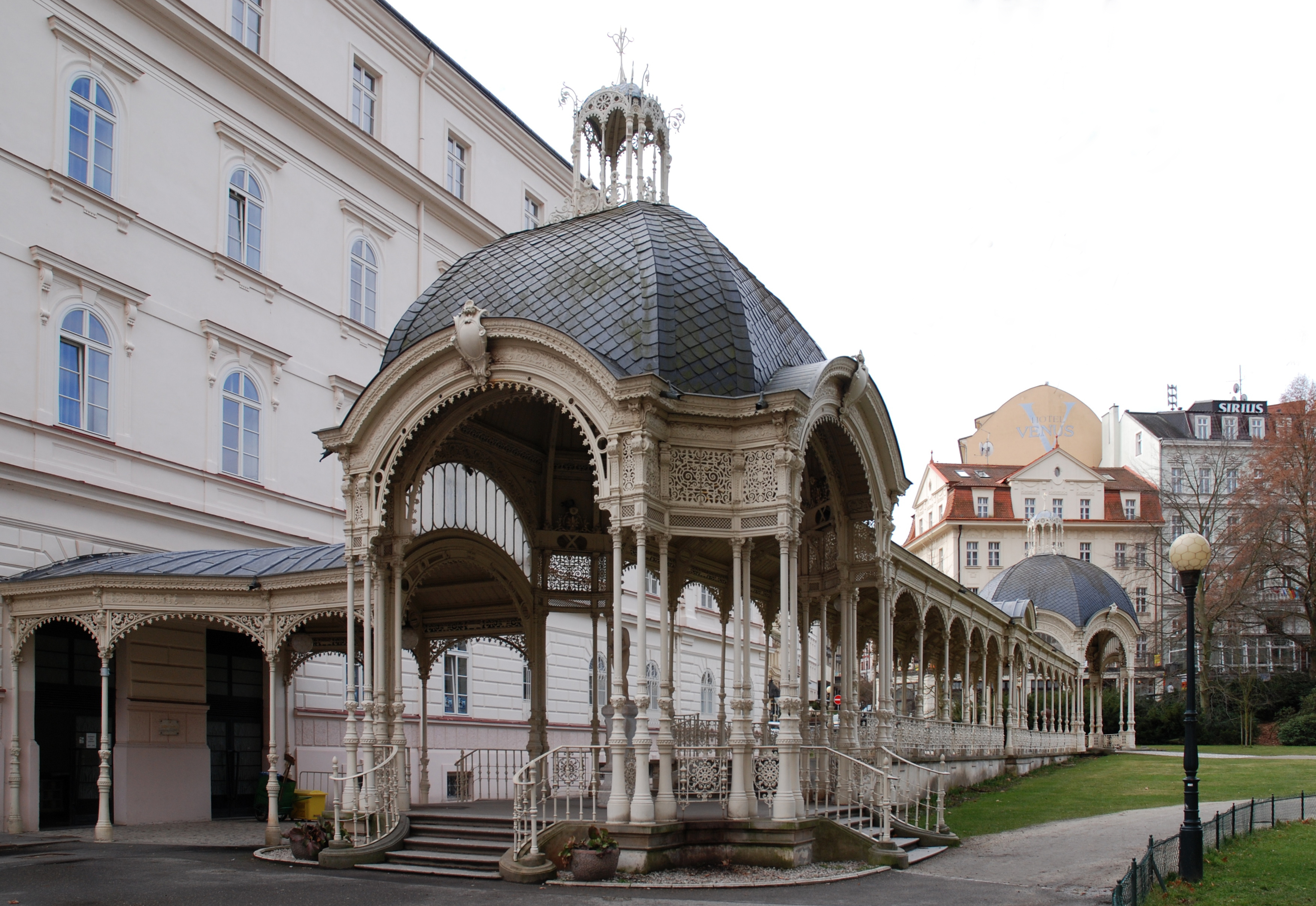
Sadová kolonáda, vlevo Vojenská lázeňská léčebna, 13. března 2019
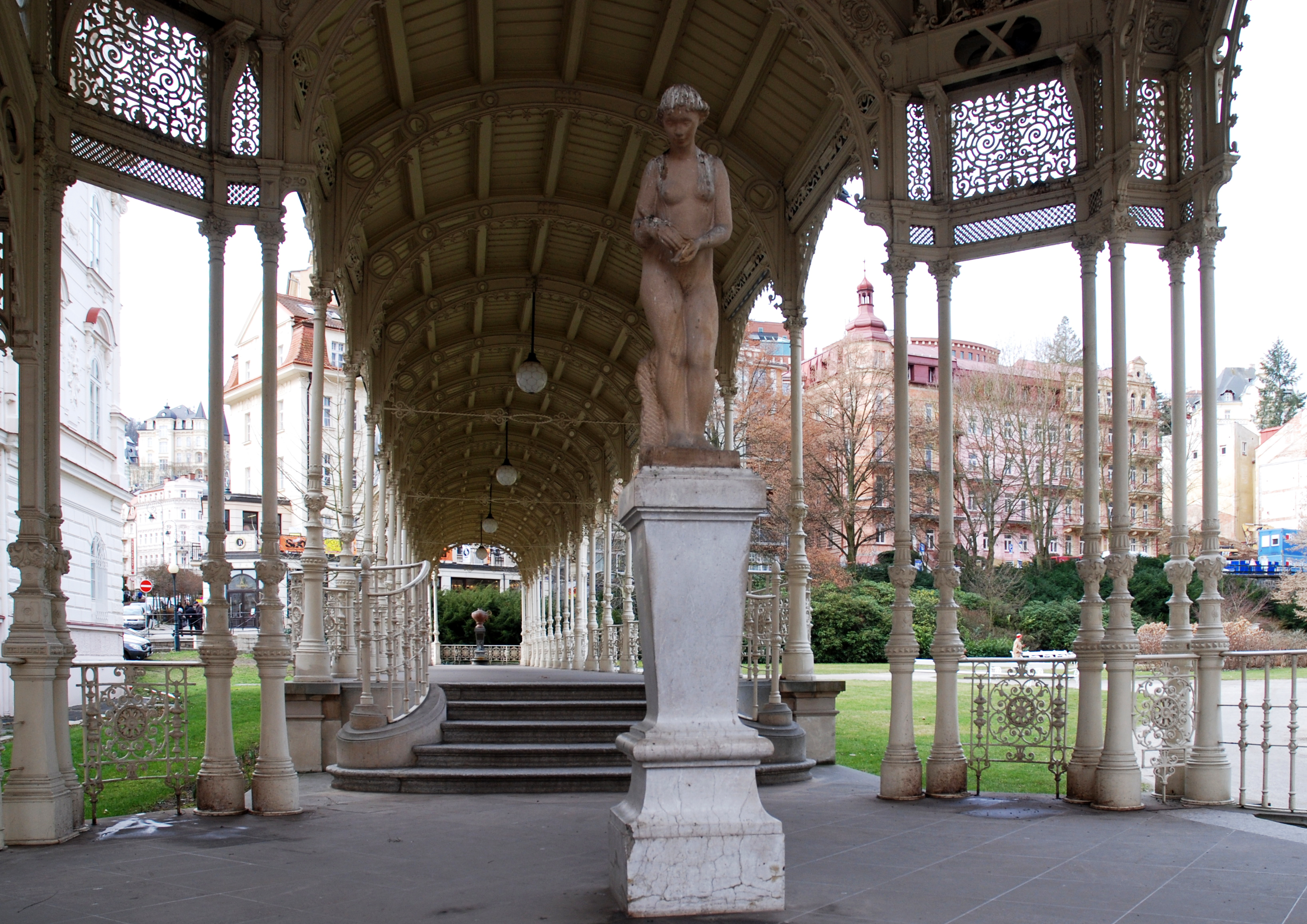
Sadová kolonáda, v pozadí Hadí pramen, 13. března 2019
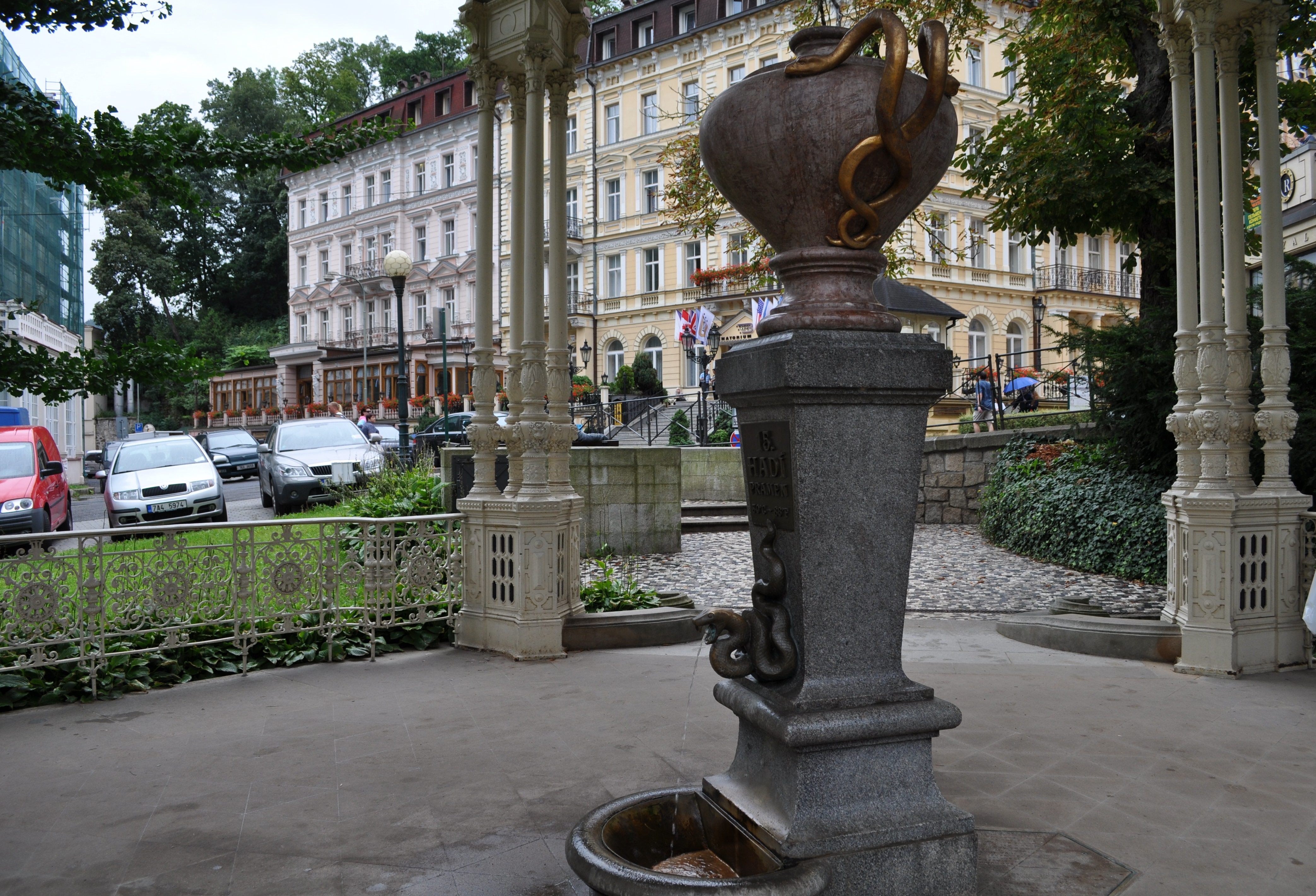
Hadí pramen, v pozadí sanatorium Kriváň, 15. srpna 2011
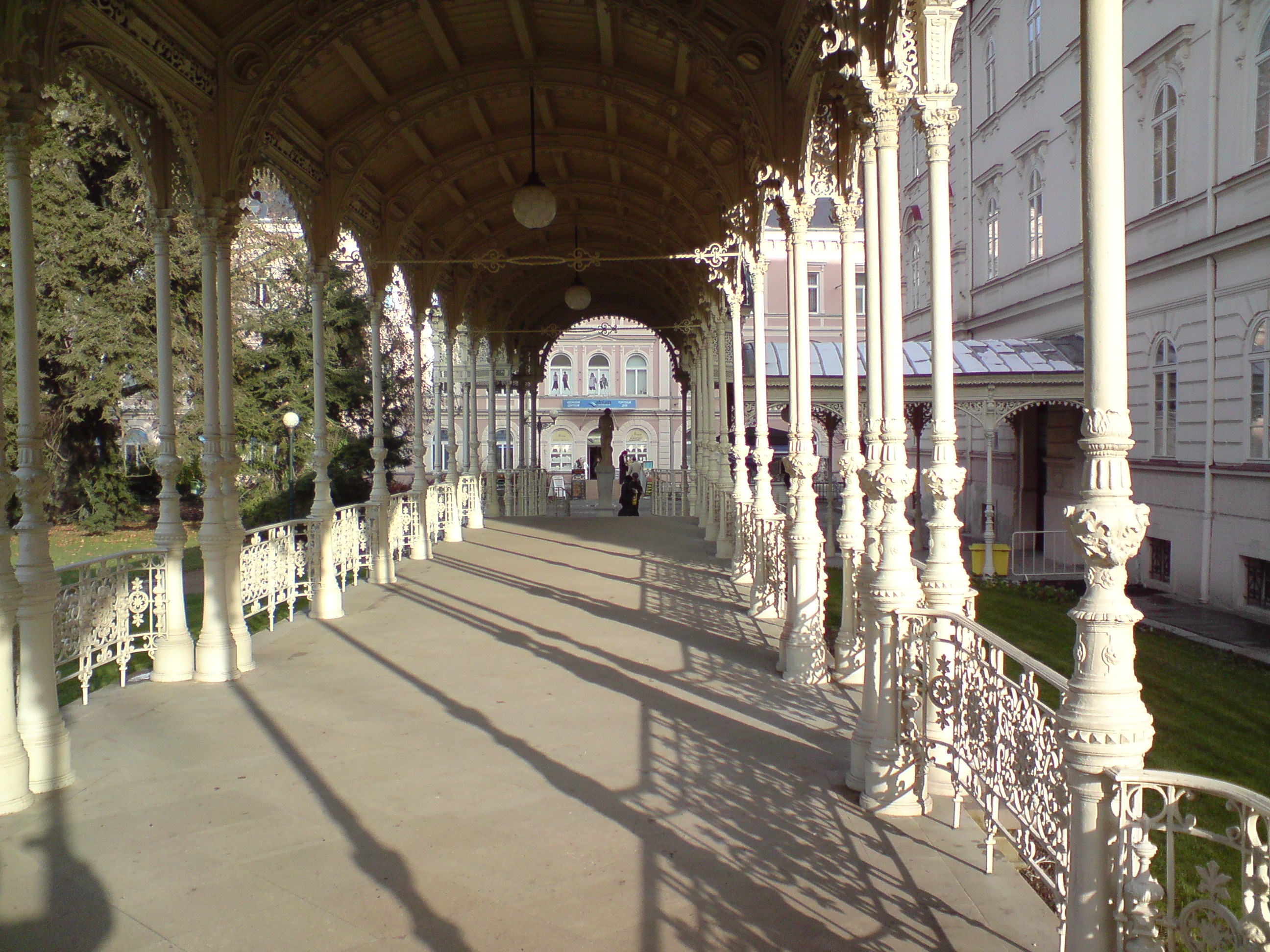
Sadová kolonáda, 26. listopadu 2008
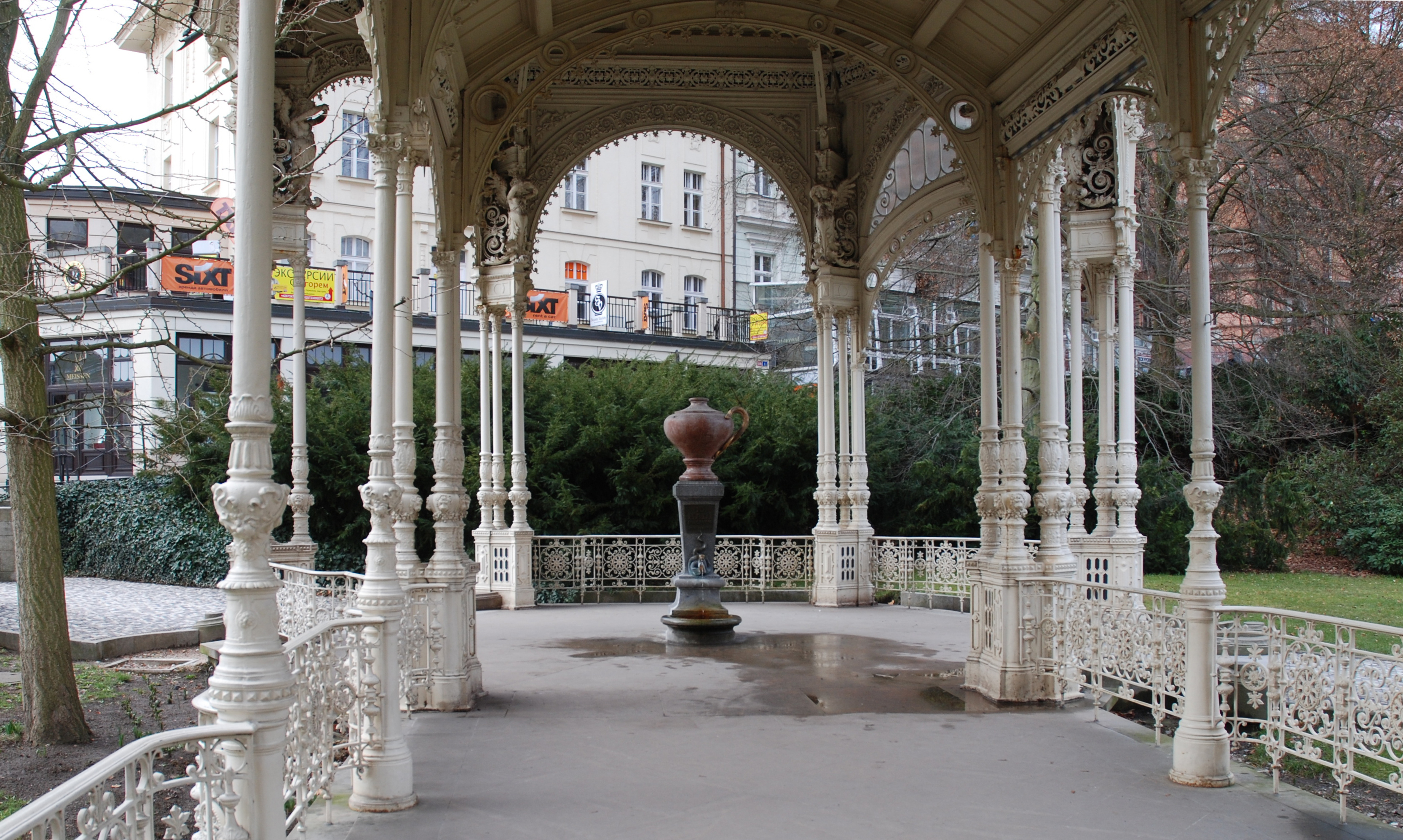
Hadí pramen v Sadové kolonádě, 13. března 2019
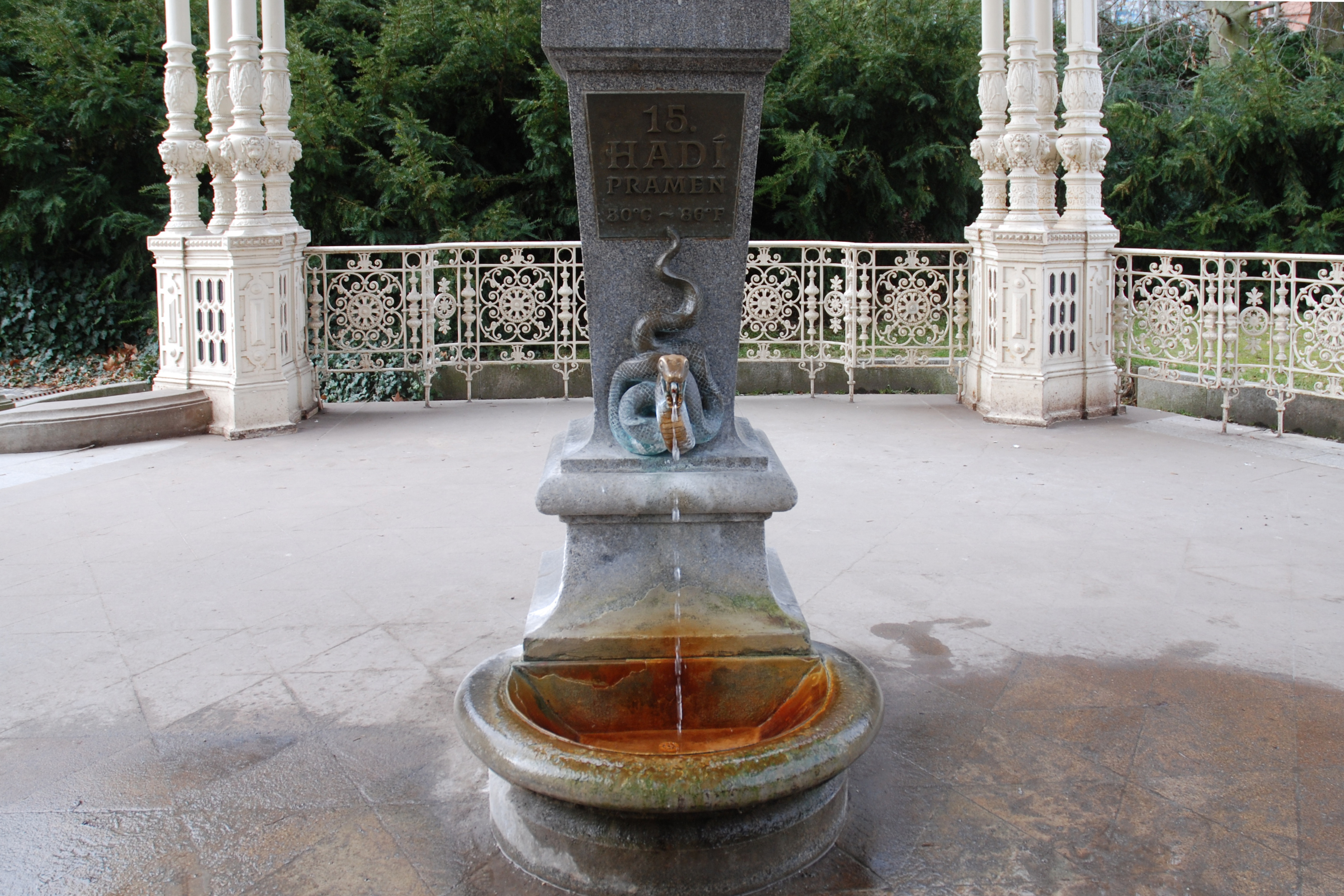
Pramenní váza, 13. března 2019
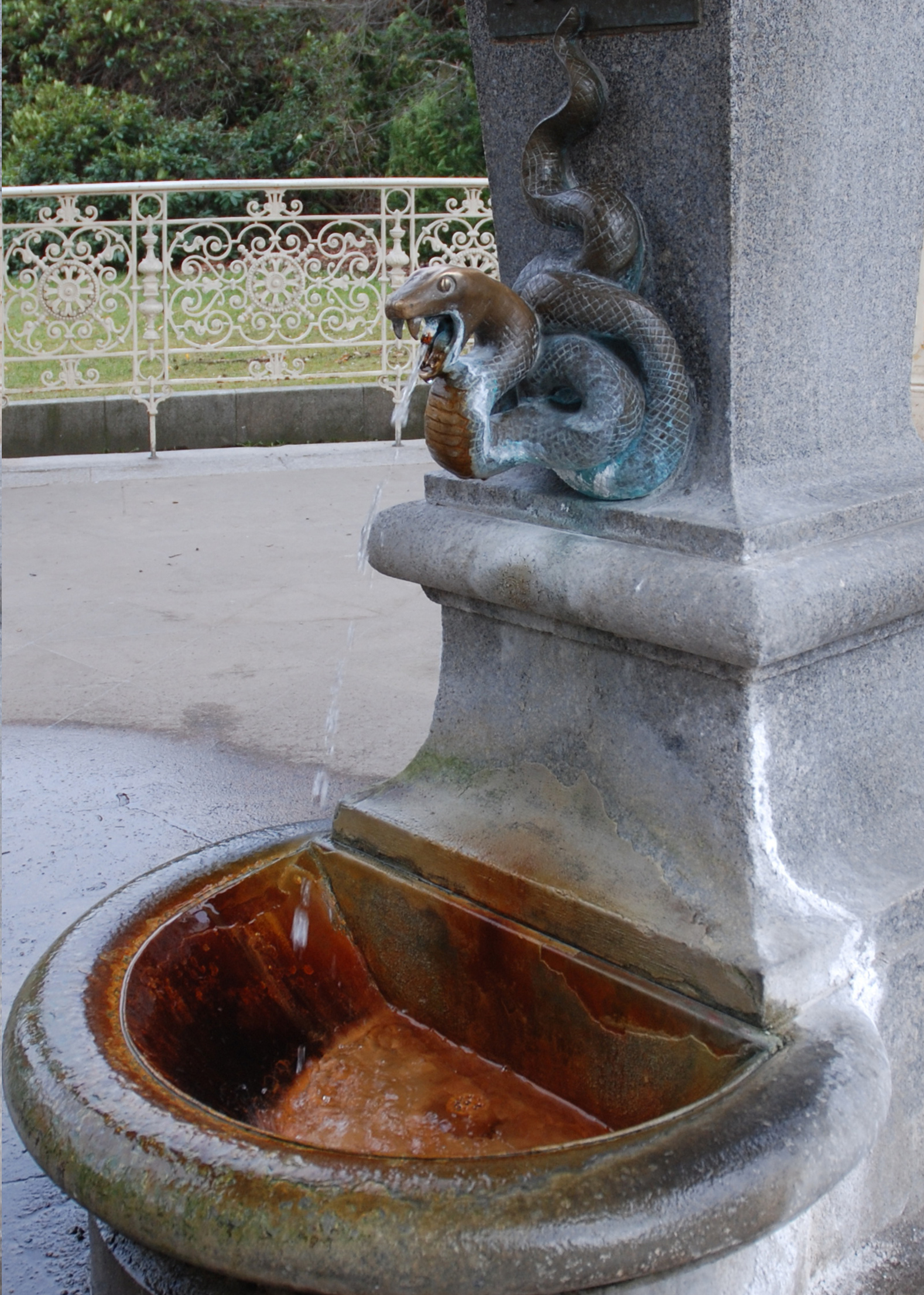
Detail pramenní vázy, 13. března 2019